# Cethosia sandakana
Cethosia sandakana är en fjärilsart som beskrevs av Hans Fruhstorfer 1899. Cethosia sandakana ingår i släktet Cethosia och familjen praktfjärilar. Inga underarter finns listade i Catalogue of Life.